# Composia fidellissima
Composia fidellissima är en fjärilsart som beskrevs av Kirby 1892. Composia fidellissima ingår i släktet Composia och familjen björnspinnare. Inga underarter finns listade i Catalogue of Life.